# Historia de las Cruzadas
Historia de las Cruzadas de Steven Runciman, publicado en tres volúmenes durante el periodo 1951-1954, es un influyente trabajo en la historiografía de las Cruzadas.

## Contenido
Ha visto numerosas reimpresiones y traducciones, y en algunos aspectos ha llegado a ser visto como un trabajo estándar sobre el tema. Su alcance abarca el ascenso del Islam en el Levante desde principios del siglo VII hasta la caída del Reino de Acre en 1291.
La obra se basa en una amplia gama de fuentes primarias (en griego, latín, armenio, árabe). En el momento de su publicación inicial, ofrecía una interpretación novedosa de las cruzadas, menos como una guerra defensiva de la cristiandad contra la amenaza de la expansión islámica, sino como una continuación de las destructivas "invasiones bárbaras" que condujeron a la caída de Roma. Además, Runciman incluye la historia del Imperio bizantino en su alcance, moviendo su foco hacia el este y al mismo tiempo frenando la visión "romántica" de las cruzadas como una empresa heroica o caballeresca.

## Enfoque, limitaciones e influencia
El acercamiento cronológico de Ruciman a su objeto ha sido visto como una limitación. Aziz S. Atiya en 1952 escribió: "El libro es, esencialmente, una narrativa de los eventos de las cruzadas en lugar de un estudio analítico y una discusión de los problemas".
La aproximación de Runciman, si bien puede haber tenido valor para superar visiones excesivamente románticas de las cruzadas del siglo XIX, no ha envejecido bien, y ahora se considera que ha ido más allá de lo debido pintando a los cruzados como "simplones o bárbaros". Thomas F. Madden (2002) llamó a la obra "terrible historia pero maravillosamente entretenida".
Esta crítica podría haber sido alentada por la propia actitud de Runciman, que abarcaba la subjetividad y la polémica. Describió su enfoque en el primer volumen de A History of the Crusades como su "pluma contra las máquinas de escribir masivas de los Estados Unidos". Runciman creía que "el historiador debe intentar agregar a su estudio subjetivo las cualidades de la simpatía intuitiva y la percepción imaginativa, sin las cuales no puede esperar comprender los miedos, las aspiraciones y las convicciones que han pasado otras generaciones". Esta afirmación es una clave para entender su estilo único, pero también explica gran parte de las críticas dirigidas contra él.
Sin embargo, es indiscutible que el trabajo contiene líneas genuinas y ha sido muy influyente en la generación de académicos educados durante los años 1950 a 1970. Bernard Hamilton escribió en el 2000: "Los primeros dos volúmenes de la Historia de las Cruzadas de Sir Steven se publicaron cuando era estudiante. Los leo con avidez [...] Todavía creo que su Historia es una de las grandes obras literarias de la historia inglesa. La obra que ha inspirado interés y entusiasmo por las cruzadas en toda una generación".

## Edición en español
- Historia de las Cruzadas (3 vols.), Madrid, Alianza, 1973.